# 2019年成都校园食品安全事件
2019年成都校园食品安全事件是2019年3月，成都七中实验学校小学部家长发现学校食堂食材腐烂、發霉，滋生不满情绪，继而进行群体抗议之事件。涉事后勤集团亦服务于多所学校，亦引起当地家长群体的担忧。
该事件发生在2019年中国大陆两会期间；承接于1月份江苏金湖过期疫苗后又一起关于儿童健康的公共事件，从而引起较高关注。该事件以3月17日，由多部门组织之新闻发布会为转折，宣布撤换该校责任人，公布涉事之粉条霉斑不合格，及因寻衅滋事调查多名人员，而暂告一段落。

## 事发经过

### 2019年3月12日，星期二
这一天是中国大陆植树节，学校组织家长植树活动，后参观学校食堂；其间发现食堂大量食品变质。家长拍摄情况，并迅速传播，不满情绪上升。

### 2019年3月13日，星期三
有家长群体集结至学校反映食品质量问题。部分自媒体描述为百余人规模，并出现堵塞道路情况；现场警察使用催泪瓦斯（辣椒水），并带离12名抗议人士；据南华早报援引中国大陆社交媒体消息，除了学校外的抗议活动，亦蔓延至当地政府办公室，且同样存在家长被拘留的情况。成都网警则宣布冲击温江政府是谣言。
中国大陆社交媒体一度流传“成都七中实验学校”标签的视频，之后遭遇标签删除；中国大陆媒体均没有关于冲突事件的报道，社交网络的视频影像内容则在境外的媒体，如卫报、每日邮报等引用。
当地宣称会对涉及的学生安排体检。涉事的供应商服务四川省境超十万学生群体。

### 2019年3月15日
成都市温江区市场监督管理局，公布了七中实验学校食堂食材的第一批检测结果，为全部合格；虽然事件关注点在于变质与发霉，但检测项目集中在重金属及添加剂。
承接检测委托方为四川源坤国科质量检验有限公司，其为2015年成立的安徽国科检测科技有限公司下属公司。
合格报告同一日，成都温江两名管理人员停职；但上海报业集团澎湃新闻旗下的英文平台Sixth Tone相关报道上线后即刻删除。

### 2019年3月17日，星期日
成都市联合调查组召开名为「成都七中实验学校食堂管理问题」之新闻发布会，多个部门进行说明。
- 温江区区长马烈红就近期成都七中实验学校食堂问题，介绍了事情的具体经过，同时采取八条措施，其中包括依法对学校举办者成都高达投资发展有限公司和学校法定代表人履行办学主体责任不到位进行立案调查、免去江宏的成都七中实验学校校长、成都七中校长助理职务，并已确定新选派到成都七中实验学校的校长人选等。
- 成都市市场监管局亦追加了食材检测结果，其中粉条霉斑不合格，其他产品均具有合规证照[4][18][19]。
- 成都市公安局发布消息，经现场监控，当事人手机照片电子比对和供述，警方初步确定“变色”鸡腿，“发霉”毛肚等“问题食品”均是人为。目前已有3名家长因寻衅滋事被警方控制调查[20]。另有一名成都本地人士，因“编造虚假消息”，以寻衅滋事罪进行刑事拘留[21]。

此外，截至16日20时，有852名学生体检，77名就诊，其中3名住院。

### 2019年3月18日
成都市市场监督管理局于该日晚间，发布18个样品风险监测结果通报，显示不存在问题。

## 官方回应
事发之后，中国大陆公权力机构纷纷表态，一查到底。
| 机构                                                                             | 回应 |         |
| 3月13日                                                                          | 3月13日 | 3月13日 |
| -------------------------------------------------------------------------------- | --- | ------- |
| 成都市教育局                                                                     | - |         |
| 国家市场监督管理总局                                                             | 要求下属的四川省市场监管部门进行调查                                                                                 |         |
| 3月15日                                                                          | |         |
| 3月17日                                                                          | |         |
| 成都市联合调查组： - 成都市市场监管局 - 成都市卫健委 - 成都市公安局 - 温江区政府 | 召开新闻发布会： - 粉条霉斑，不合格 - 免除校长职务，立案 - 3名家长以寻衅滋事控制 - 1名本地居民以寻衅滋事进行刑事拘留 |         |
| 3月19日                                                                          | |         |
| 教育部 国家市场监管总局 国家卫生健康委员会                                       | 共同发布《学校食品安全与营养健康管理规定》 确立全国中小学、幼儿园负责人与学生共同用餐                                |         |

- 事实上成都市在此之前已存在陪餐制，详见背景章

## 背景

### 中国大陆食品安全
通常认为学校食品标准高于普通食品安全规格。二十一世纪，中国大陆多地施行“校领导陪餐制”，即让学校领导与学生一同就餐，避免可能的贪腐导致食品安全疏失问题。
四川省于2014年颁布《四川省学校食堂食品安全管理办法》，未强制陪餐制度；但根据成都市教育局于2018年9月登载的，对成都市政协于5月提出的建议之回复，确实存在学校管理人员陪餐制度。

### 资本合作办校
20世纪90年代末，中国大陆喊出教育产业化，这一指导政策造成资本流入包括成人教育及义务教育阶段主体之学校。
成都当地名校，成都七中具有多间挂名合作学校。这类合办名义的学校，背后有着巨大的经济价值，在2017年亦出现皖新传媒以13亿人民币涉入七中实验学校事件，造成“成都七中起诉成都七中实验学校”的案件，也是中国大陆A股市场第一起“民办公助”学校收购案争议。
资本以盈利为优先，往往与基础教育目的存在冲突。在2017年出现红黄蓝虐童事件，也引起了中国大陆的广泛关注。

## 评论

### 舆情
舆情主要表现为对公权力机构信度的继续下降。
在3月17日联合调查组之新闻发布会后，民众看法亦存在怀疑。英国广播公司指出该事件凸显塔西佗陷阱（英語：Tacitus Trap）困境。

### 成都七中争议
食品安全事件发生后，互联网上亦有不明人士意图区分「成都七中」与「成都七中实验学校」，但根据重庆晨报下属自媒体上游新闻之报道，负责成都七中实验学校食堂后勤的「德羽后勤」，亦服务于成都七中、广元中学、广安中学；并点出该公司具有“场外操作”。
新京报刊载媒体人文章《食堂给孩子吃变质食物，成都七中“躺枪”冤不冤？》，认为成都七中挂合作之名，更应该爱惜羽毛。

### 相关网络谣言
事发后，网络上出现了诸多流言，如“学生家长下跪”、“群众在温江政府门口与保安对峙、冲击政府”、“学生家长跳楼死亡”、“警察打死维权家长”、“事件爆发始于家长卧底学校”等，后均被成都网警辟谣。